# Synchlora albimargo
Synchlora albimargo är en fjärilsart som beskrevs av Louis Beethoven Prout 1932. Synchlora albimargo ingår i släktet Synchlora och familjen mätare. Inga underarter finns listade i Catalogue of Life.